# Fondation Maeda Ippoen
La Fondation Maeda Ippoen (en japonais : 前田一歩園財団) est une organisation du National Trust établie aux sources chaudes du lac Akan à Hokkaidō dans le but de protéger l'environnement naturel. 

## Description
La Fondation comprend 3 892 hectares de terres forestières autour du lac Akan (y compris la rive nord, la rive ouest et la rive sud),, 300 000 mètres carrés de terrains résidentiels et douze sources thermales. Le consortium utilise ces ressources pour développer le tourisme au lac Akan et utilise également les revenus du tourisme pour protéger l'environnement naturel environnant.
Afin d'aider le peuple Aïnous, le peuple autochtone d'Hokkaido, le consortium leur a également fourni gratuitement du terrain au lac Akan pour y établir des magasins et des lieux résidentiels. C'est désormais la plus grande colonie Aïnnou d'Hokkaido.